# براندان جونسون
براندان جونسون (بالإنجليزية: Brendan Johnson) هو محامي أمريكي، ولد في 24 يونيو 1975 في فيرمليون في الولايات المتحدة.